# Serra de Coll de Neda
La Serra de Coll de Neda és una serra del terme de Conca de Dalt, al Pallars Jussà, dins de l'antic terme d'Hortoneda de la Conca, en l'àmbit del poble d'Hortoneda, a l'antic límit amb l'enclavament dels Masos de Baiarri, pertanyent a l'antic terme de Claverol, actualment també integrat a Conca de Dalt.
Es tracta de la serra que fa de límit al racó sud-oriental de l'enclavament esmentat, al nord-est d'Hortoneda. Per la seva carena circula la Pista vella de Baiarri. Dona nom a la serra el Coll de Neda, situat en el seu extrem nord-occidental. A l'extrem sud-oriental hi ha el Coll de la Creu.